# 白木原
白木原（しらきばる）は、福岡県大野城市にある地名。大字白木原と白木原一丁目から五丁目までが設置されている。郵便番号は816-0943。2024年（令和6年）1月末日現在の人口は8,567人。

## 概要
大野城市の中心部に位置し、北側は瓦田、東側は御笠川、南側は東大利・中央・上大利、西側は春日市と接する。

## 歴史
1889年（明治22年）の町村制施行により御笠郡大野村が成立。1896年（明治29年）4月1日の郡制施行により御笠郡は席田郡・那珂郡とともに筑紫郡となったため筑紫郡大野村となる。1950年（昭和25年）10月1日に大野村は町制施行し大野町となる。1972年（昭和47年）4月1日に大野町は市制施行及び改称し大野城市となる。

### 町域の変遷
| 町名町界整理実施後     | 実施年月日         | 住居表示実施前   |
| ---------------------- | ------------------ | ---------------- |
| 白木原一丁目から五丁目 | 1986年（昭和61年） | 大字白木原の一部 |

### 地名の由来
白木は新羅のことで韓人の館があったことによる。

## 施設
- 福岡県筑紫総合庁舎
- 大野城市立大野中学校

## 交通

### 道路
- 福岡県道112号福岡日田線
- 福岡県道580号那珂川大野城線

### 鉄道
- JR鹿児島本線大野城駅
- 西鉄天神大牟田線白木原駅

### バス
- 西鉄バス - 4丁目東端部の「白木原四丁目」バス停と、西端部のJR大野城駅西口前にある「大野城駅西口」バス停のみ。
- 大野城市コミュニティバス「まどか号」